# بات كراولي
باتريشيا «بات» كراولي (بالإنجليزية: Pat Crowley)‏ (17 سبتمبر 1933 -) ممثلة أمريكية سينمائية وتلفزيونية .

## روابط خارجية
- بات كراولي على موقع IMDb (الإنجليزية)
- بات كراولي على موقع ألو سيني (الفرنسية)
- بات كراولي على موقع ميوزك برينز (الإنجليزية)
- بات كراولي على موقع تيرنر كلاسيك موفيز (الإنجليزية)
- بات كراولي على موقع أول موفي (الإنجليزية)
- بات كراولي على موقع قاعدة بيانات برودواي على الإنترنت (الإنجليزية)
- بات كراولي على موقع قاعدة بيانات الأفلام السويدية (السويدية)
- بات كراولي على موقع إن إن دي بي (الإنجليزية)
- بات كراولي على موقع ديسكوغز (الإنجليزية)
- بات كراولي على موقع قاعدة بيانات الفيلم (الإنجليزية)